# سامسونگ گلکسی آ۵۲
سامسونگ گلکسی ای۵۲ (انگلیسی: Samsung Galaxy A52) یک تلفن هوشمند میان‌رده مبتنی بر اندروید از سری گلکسی ای است که توسط شرکت سامسونگ الکترونیکس به عنوان بخشی از سری گلکسی ای طراحی و تولید شده است. این گوشی در ۱۷ مارس ۲۰۲۱ در رویداد مجازی Awesome Unpacked سامسونگ همراه با گلکسی ای۷۲ معرفی شد.
این گوشی جانشین گلکسی ای۵۱ محسوب می‌شود و شباهت‌هایی به مدل قبلی خود دارد، اما با ارتقاهایی نظیر دوربین اصلی ۶۴ مگاپیکسلی بهبودیافته، باتری با ظرفیت بالاتر ۴۵۰۰ میلی‌آمپرساعتی و مقاومت در برابر آب و گردوغبار با استاندارد IP67 عرضه شده است.
مدل ارتقا یافتهٔ این گوشی با نام گلکسی ای۵۲ اس در اوت ۲۰۲۱ معرفی شد. از مهم‌ترین تفاوت‌های ای۵۲ اس نسبت به ای۵۲ می‌توان به سامانه روی یک تراشه جدید (کوالکام اسنپ‌دراگون ۷۷۸جی)، پشتیبانی از وای-فای ۶ و رنگ نعنایی جدید آن اشاره کرد.
در ۸ آوریل ۲۰۲۵، سامسونگ پشتیبانی از به‌روزرسانی‌های امنیتی برای این گوشی را متوقف کرد.

## مشخصات

### بدنه
- ابعاد: ۱۵۹٫۹ در ۷۵٫۱ در ۸٫۴ میلی‌متر
- وزن: ۱۸۹ گرم
- مقاومت: گواهی IP67، مقاومت در برابر گرد و خاک و آب (تا عمق یک متری به مدت ۳۰ دقیقه)
- تعداد سیم‌کارت: تک سیم‌کارته (نانو-سیم) یا دو سیم‌کارته (نانو-سیم، همزمان یکی فعال)
- جنس بدنه: محافظ نمایشگر از شیشه، فریم اطراف و عقب از پلاستیک

### سخت‌افزار

#### ۴جی
- سامانه روی یک تراشه: کوالکام SM7125 Snapdragon 720G (هشت نانومتری)
- پردازندهٔ مرکزی: ۸ هسته‌ای (دو هستهٔ ۲٫۲ گیگاهرتز Kryo 465 Gold و شش هستهٔ ۱٫۸ گیگاهرتز Kryo 465 Silver)
- پردازندهٔ گرافیکی: آدرنو ۶۱۸
- حسگر اثر انگشت: اپتیکال، زیر نمایشگر

#### ۵جی
- سامانه روی یک تراشه: کوالکام SM7225 Snapdragon 750G 5G (هشت نانومتری)
- پردازندهٔ مرکزی: ۸ هسته‌ای (دو هستهٔ ۲٫۲ گیگاهرتز Kryo 570 و شش هستهٔ ۱٫۸ گیگاهرتز Kryo 570)
- پردازندهٔ گرافیکی: آدرنو ۶۱۹
- حسگر اثر انگشت: اپتیکال، زیر نمایشگر

### نمایشگر

#### ۴جی
- نوع: Super AMOLED
- ابعاد: ۶/۵ اینچ (~۸۴/۱٪ نسبت نمایشگر به بدنه)
- رزولوشن: ۱۰۸۰ در ۲۴۰۰ پیکسل، ۲۰:۹ (~۴۰۷ پیکسل در اینچ تراکم پیکسلی)
- نرخ به‌روزرسانی: ۹۰ هرتز
- روشنایی حداکثر: ۸۰۰ نیت
- محافظ نمایشگر: گوریلا گلس ۵

#### ۵جی
- نوع: Super AMOLED
- ابعاد: ۶/۵ اینچ (~۸۴/۱٪ نسبت نمایشگر به بدنه)
- رزولوشن: ۱۰۸۰ در ۲۴۰۰ پیکسل، ۲۰:۹ (~۴۰۷ پیکسل در اینچ تراکم پیکسلی)
- نرخ به‌روزرسانی: ۱۲۰ هرتز
- روشنایی حداکثر: ۸۰۰ نیت
- محافظ نمایشگر: گوریلا گلس ۵

### حافظه

#### ۴جی
- درگاه حافظه: microSDXC
- حافظه داخلی: ۱۲۸ گیگابایت با ۴ گیگابایت رم، ۱۲۸ گیگابایت با ۶ گیگابایت رم، ۱۲۸ گیگابایت با ۸ گیگابایت رم، ۲۵۶ گیگابایت با ۶ گیگابایت رم، ۲۵۶ گیگابایت با ۸ گیگابایت رم

#### ۵جی
- درگاه حافظه: microSDXC
- حافظه داخلی: ۱۲۸ گیگابایت با ۶ گیگابایت رم، ۱۲۸ گیگابایت با ۸ گیگابایت رم، ۲۵۶ گیگابایت با ۸ گیگابایت رم

### دوربین
- اصلی: ۶۴ مگاپیکسل (لنز واید ۲۶ میلی‌متری، f/1.8، فوکوس خودکار با تشخیص فاز، لرزش‌گیر اپتیکال تصویر)، ۱۲ مگاپیکسل (لنز فوق عریض با پوشش ۱۲۳ درجه، f/2.2)، ۵ مگاپیکسل (لنز ماکرو، f/2.4)، ۵ مگاپیکسل (لنز عمق میدان، f/2.4)
- قابلیت‌ها: فلش LED، پانوراما، HDR
- فیلم‌برداری: 4K@30fps, 1080p@30/60fps; لرزش‌گیر الکترونیکی تصویر-ژیروسکوپی
- سلفی: ۳۲ مگاپیکسل (لنز واید ۲۶ میلی‌متری، ۰٫۸ میکرومتر سایز پیکسل، ۱/۲٫۸ اینچ سایز سنسور، f/2.2)
- فیلم‌برداری سلفی: 4K@30fps, 1080p@30fps

### صدا
- اسپیکر: استریو
- جک ۳/۵ میلی‌متری: دارد

### باتری
- باتری: باتری لیتیم پلیمر غیرقابل تعویض با ظرفیت ۴۵۰۰ میلی‌آمپر ساعت
- سرعت شارژ: شارژ سریع ۲۵ وات